# Michael Thurk
Michael Thurk (né le 28 mai 1976 à Francfort) est un footballeur allemand évoluant au poste d'attaquant.
Il est le meilleur buteur de l'histoire des clubs du FSV Mainz 05 et du FC Augsburg.

## Palmarès
- FC Augsburg
  - Meilleur buteur de 2.Bundesliga en 2010. (23 buts)